# Anders Limpar
Anders Limpar   (municipi de Solna, 24 de setembre de 1965) fou un futbolista suec de la dècada de 1990.
Fou 58 cops internacional amb la selecció sueca amb la qual participà en la Copa del Món de Futbol de 1990 i a la Copa del Món de Futbol de 1994.
Pel que fa a clubs, defensà els colors d'Arsenal FC, Everton FC i Colorado Rapids.

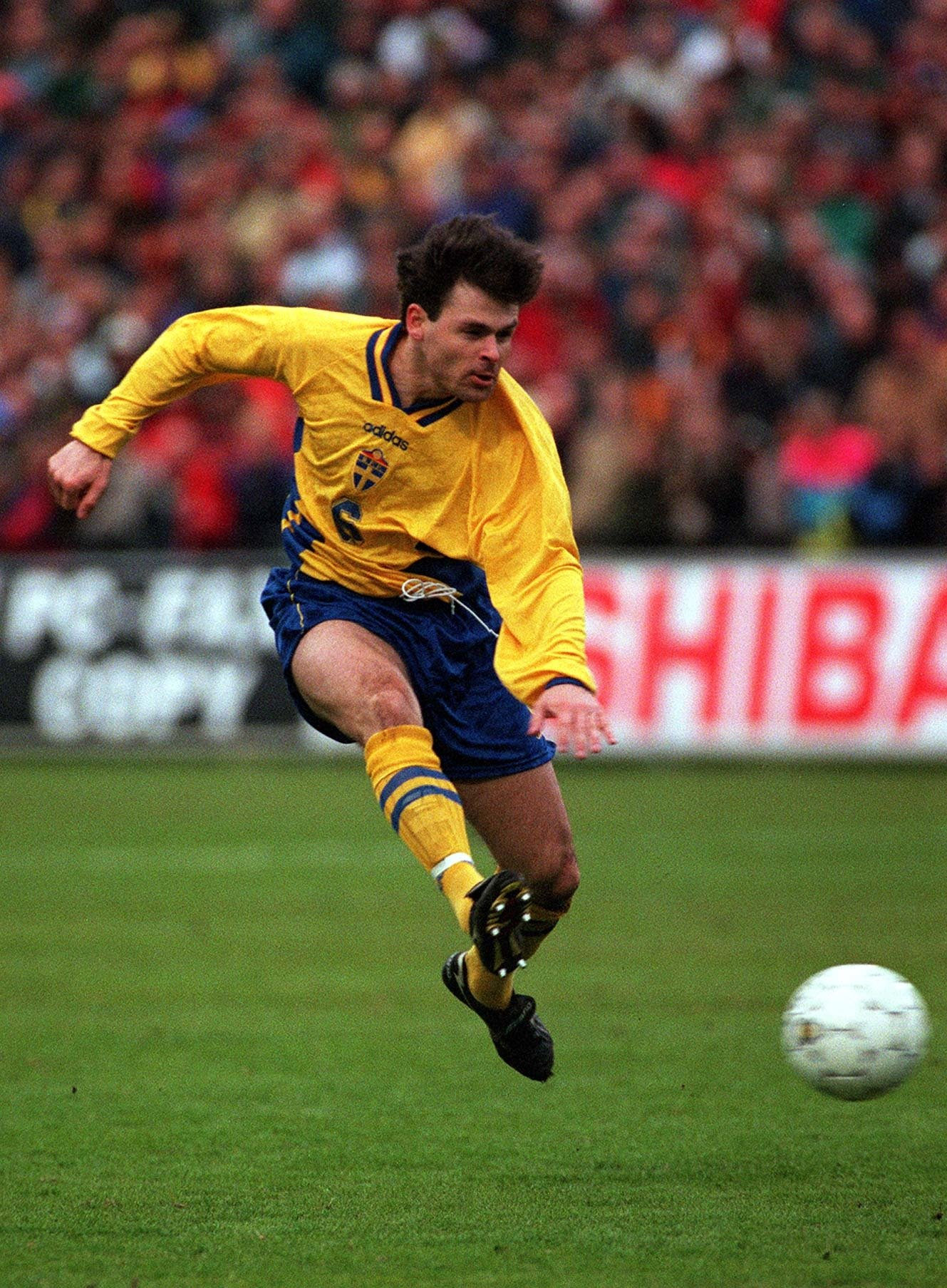
Limpar amb Suècia.

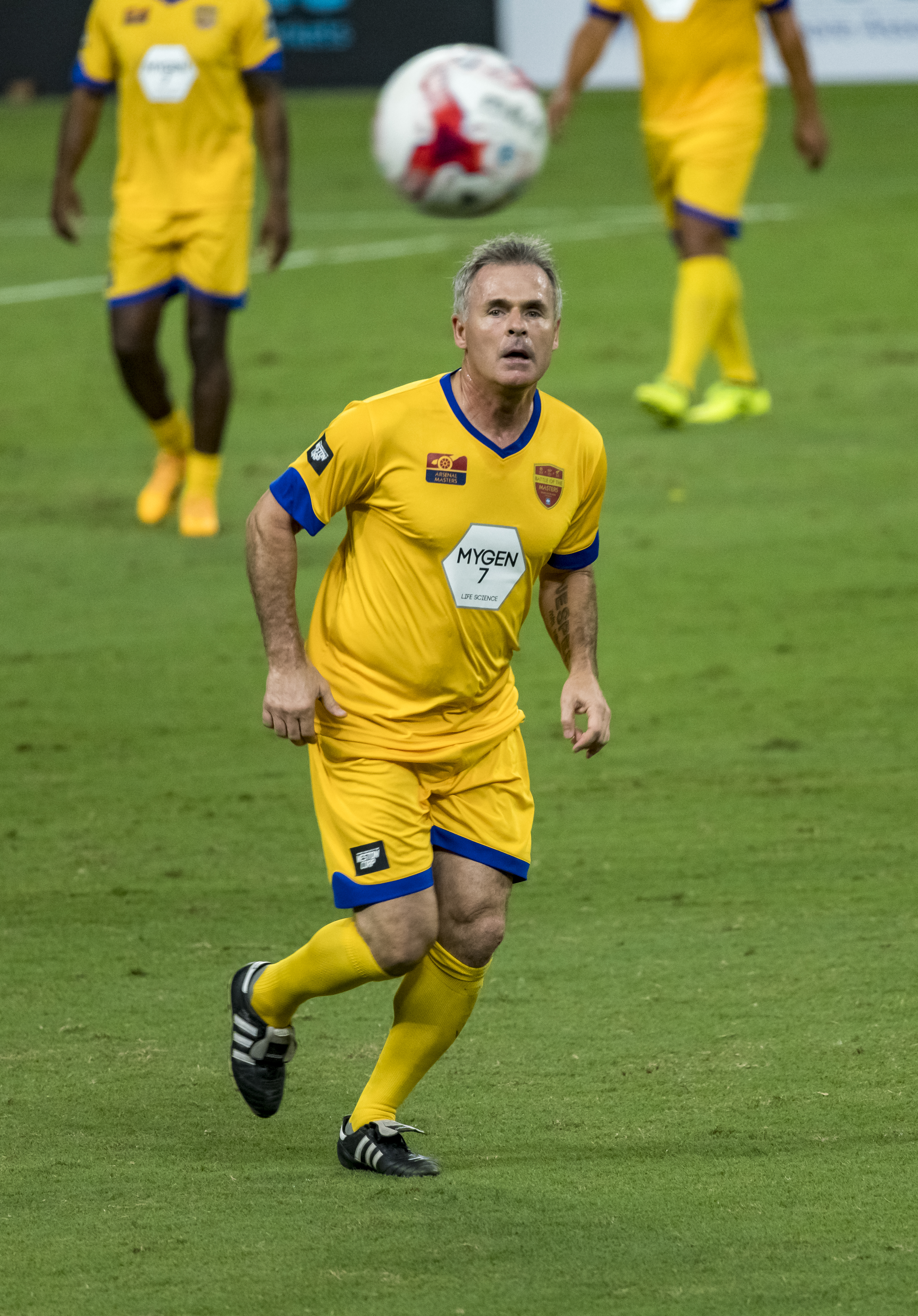
Limpar el 2017.